# Telly Savalas

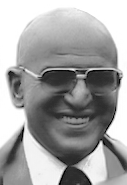
Telly Savalas în 1980

Telly Savalas (născut Aristotelis Savalas; n. 21 ianuarie 1922, Garden City, Hempstead⁠(d), New York, SUA – d. 22 ianuarie 1994, Universal City⁠(d), Comitatul Los Angeles, California, SUA) a fost un actor american de film și TV.
În România a fost cunoscut pentru rolul principal jucat în serialul polițist Kojak, difuzat de Televiziunea Română prin anii '70-'80.

## Filmografie
- 1961 The Young Savages
- 1962 Păsărarul din Alcatraz (Birdman of Alcatraz), regia John Frankenheimer
- 1962 Promontoriul groazei (Cape Fear), regia J. Lee Thompson
- 1965 Viața lui Iisus (The Greatest Story Ever Told)
- 1965 Bătălia din Ardeni
- 1967 Duzina de ticăloși (The Dirty Dozen)
- 1968 The Scalphunters
- 1968 Bună seara, doamnă Campbell (Buona Sera, Mrs. Campbell), regia Melvin Frank
- 1969 Crooks and Coronets
- 1969 On Her Majesty's Secret Service
- 1970 Kelly's Heroes
- 1971 Pretty Maids All in a Row
- 1972 Expresul groazei (Horror Express), regia Eugenio Martín
- 1973 - 1978 The Marcus Nelson Murders (1973) - episodul pilot din seria Kojak
- 1972 Pancho Villa, regia Eugenio Martín
- 1972 Un motiv de a trăi, un motiv de a muri (Una ragione per vivere e una per morire)
- 1975 Inside Out
- 1979 Evadare din Atena (Escape to Athena)